# Sahid Maidan Rangasala
Sahid Maidan Rangasala – to stadion piłkarski w Biratnagarze w Nepalu. Stadion może pomieścić 3000 widzów.